# Janusz Szymański (fryzjer)

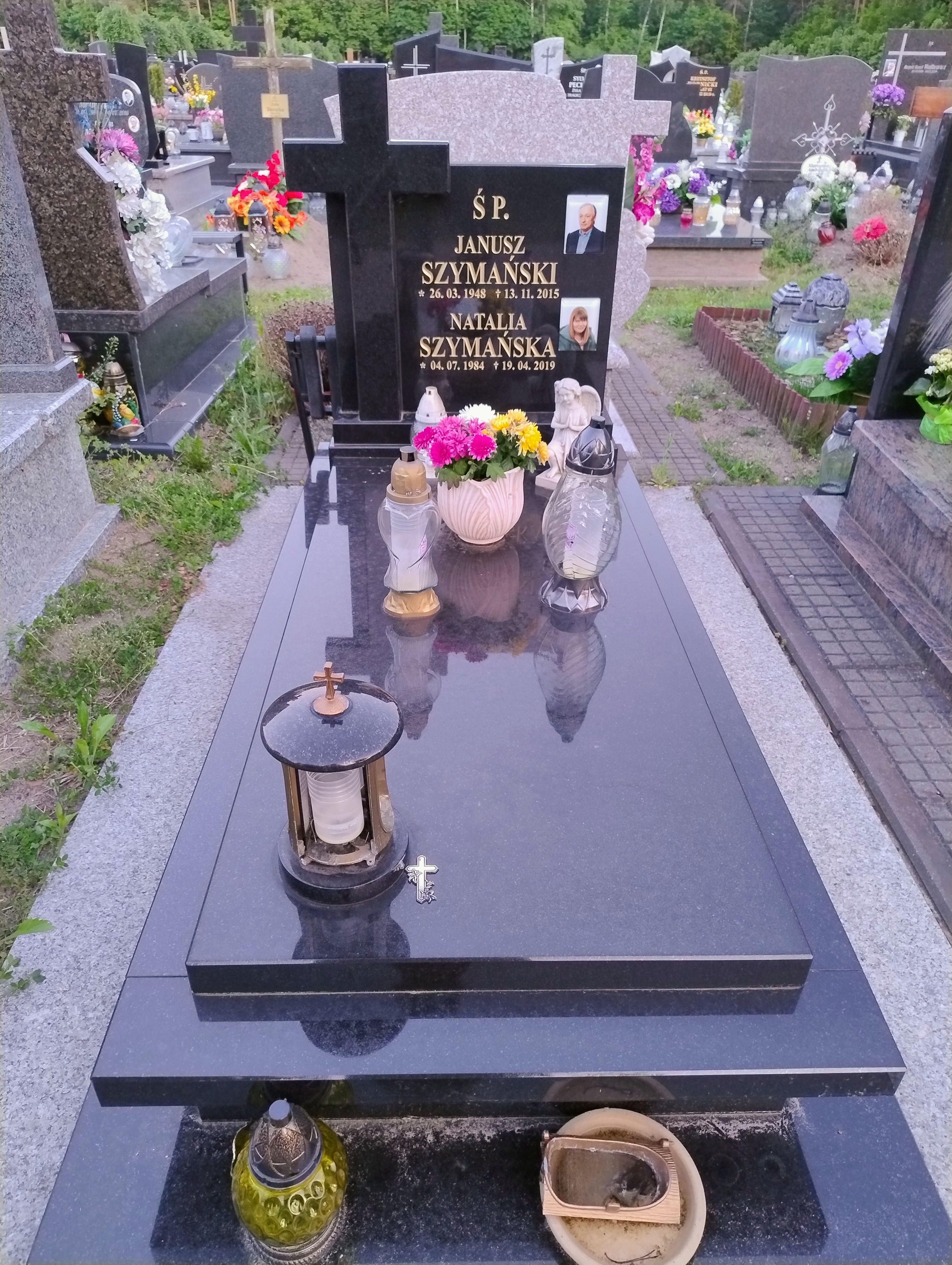
Grób Janusza Szymańskiego

Janusz Ryszard Szymański (ur. 26 marca 1948, zm. 13 listopada 2015 w Warszawie) – polski fryzjer, mistrz fryzjerstwa artystycznego, uczeń Antoniego Cierplikowskiego.

## Życiorys
Syn Jana i Salomei. Sztuki fryzjerskiej uczył się początkowo pod opieką ojca. W 1966 wziął udział w konkursie fryzjerskim zorganizowanym przez goszczącego w Polsce – Antoniego Cierplikowskiego i jako laureat konkursu 12 lutego 1967 przybył do Paryża  w ramach stypendium by pobierać nauki u samego mistrza jako jego ostatni uczeń. Był laureatem konkursów krajowych i  międzynarodowych. Prowadził salon fyzjerski w Warszawie. W 2009 wziął udział w realizacji filmu dokumentalnego pt. Ręka Fryzjera w reż. Tadeusza Króla. Był również jurorem Open Hair Festival. 
Zmarł 13 listopada 2015. Kwartalnik „Hair Trendy”, jedno z najbardziej uznanych czasopism polskiej branży fryzjerskiej śmierć Janusza Szymańskiego komentowało słowami:

Zakończyła się dziś pewna epoka. Odszedł od nas największy ze Światowych Fryzjerów. Człowiek, dzięki któremu polskie fryzjerstwo jest tym co znamy.

Został pochowany na cmentarzu w Marysinie Wawerskim.